# Діло (газета)

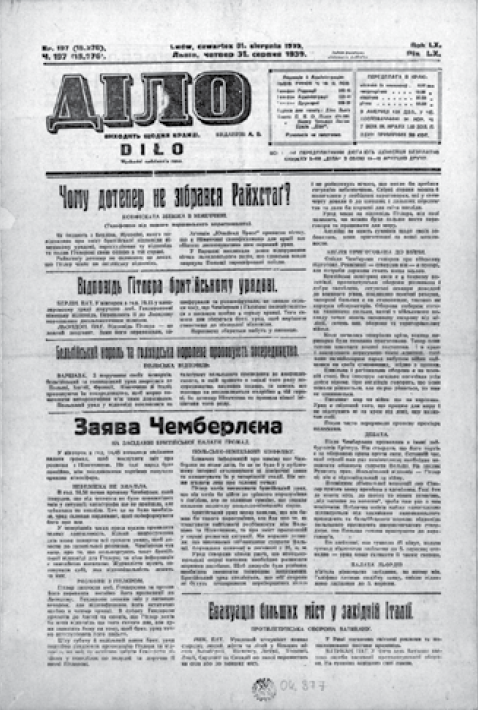
Перша сторінка газети «Діло» від 31 серпня 1939 року (один з останніх випусків)

Ді́ло (попередні назви Дѣло, Дїло) — провідний часопис Галичини, її перший, найстаріший і впродовж багатьох років єдиний український щоденник (перше число було видано друком у Львові 1 січня 1880 року); офіційний орган УНДП і УНДО. На початку 1920-х через цензурні переслідування польською владою видання часто змінювало назву: «Громадська думка», «Українська думка», «Український вістник», «Громадський вістник», «Свобода».
Виходив у 1880–1939 роках у Львові з періодичністю двічі на тиждень у 1880–1882 роках, тричі на тиждень у 1883–1887 роках та щоденно з 1888 року.

## До 1914 року
До 1914 року газету редагували Володимир Барвінський (1880—1883), Антін Горбачевський, Іван Белей та інші.
У 1881–1906 роках при «Ділі» виходила «Бібліотека найзнаменитіших повістей» (загалом 74 томи); у 1936–1939 — «Бібліотека „Діла“» (48 томів).
З часу своєї появи «Діло» відстоювало ідеологію народовецької партії, з 1886 — товариства «Народна Рада», з 1899 — Української Національно-Демократичної Партії, пізніше Української Народної Трудової Партії, з 1925 — УНДО (Українського національно-демократичного об'єднання). Хоч газету асоціювали зі згаданими партіями, але вона не раз виступала з критикою партійного керівництва.
Серед дописувачів — греко-католицький письменник проукраїнського напрямку о. Олекса Бобикевич.

## Період 1914—1939 років
З початком російської окупації (21 серпня 1914) всі українські часописи Львова були закриті. Останній номер «Діла» у Львові вийшов 23 серпня 1914 року. Опісля часопис друкували у Відні аж до повернення редакції до Львова у червні 1915 року.
29 листопада 1918 року за письмовим розпорядженням польського генерала Тадеуша Розвадовського було вирішено: газету закрити, редакторів притримати до подальшого розпорядження, друкарські черенки забрати на користь польських військ, а машини демонтувати. Випуск газети ненадовго відновили 1 вересня 1922 року. З кінця жовтня того ж року заарештовано головного редактора Федя Федорціва та його заступників і найближчих співробітників — Михайла Струтинського, Миколу Голубця, Романа Голіяна та інших. Часопис відновлено знову 3 вересня 1923 року.

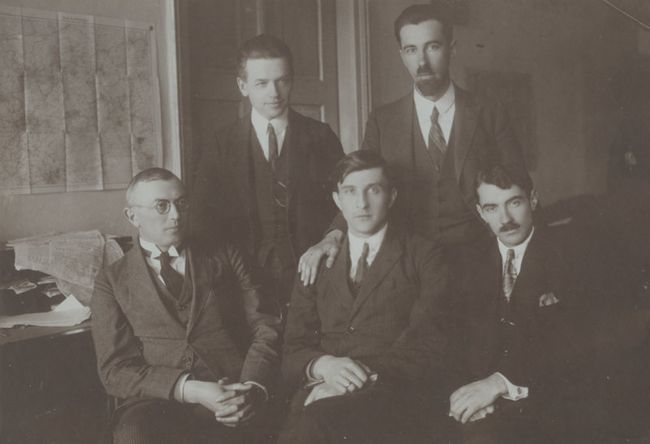
Редакція газети Діло. З права до ліва — сидять Василь Мудрий, Роман Купчинський, Іван Кедрин-Рудницький; стоять — Федь Федорців та Михайло Рудницький. 1920-ті.

З 1914 року газету редагували: Василь Панейко і Федь Федорців (1914–1918); Дмитро Левицький, Ольга Кузьмович, Василь Мудрий (1927—1935). У 1937–1939 роках редагували газету «Діло» (очолювали політичний відділ газети) Іван Кедрин спільно з Іваном Німчуком та Володимиром Кузьмовичем. Членом редакційної колегії працював Анатоль Курдидик (1936–1939) до закриття газети радянською владою.
Останній номер газети вийшов 15 вересня 1939 року.

## Архів газети
- Числа газети за 1880—1886, 1917, 1922, 1924—1927 роки в Електронній колекції газет НБУВ [Архівовано 1 грудня 2017 у Wayback Machine.]
- Тексти «Діла» за 1888—1892 рр. // Zbruč
- Тексти «Діла» за 1913—1917 рр. // Zbruč
- Тексти «Діла» за 1938—1939 рр. // Zbruč
- Тексти «Діла» за 1917—1939 рр. // http://libraria.ua